# Orthacanthus

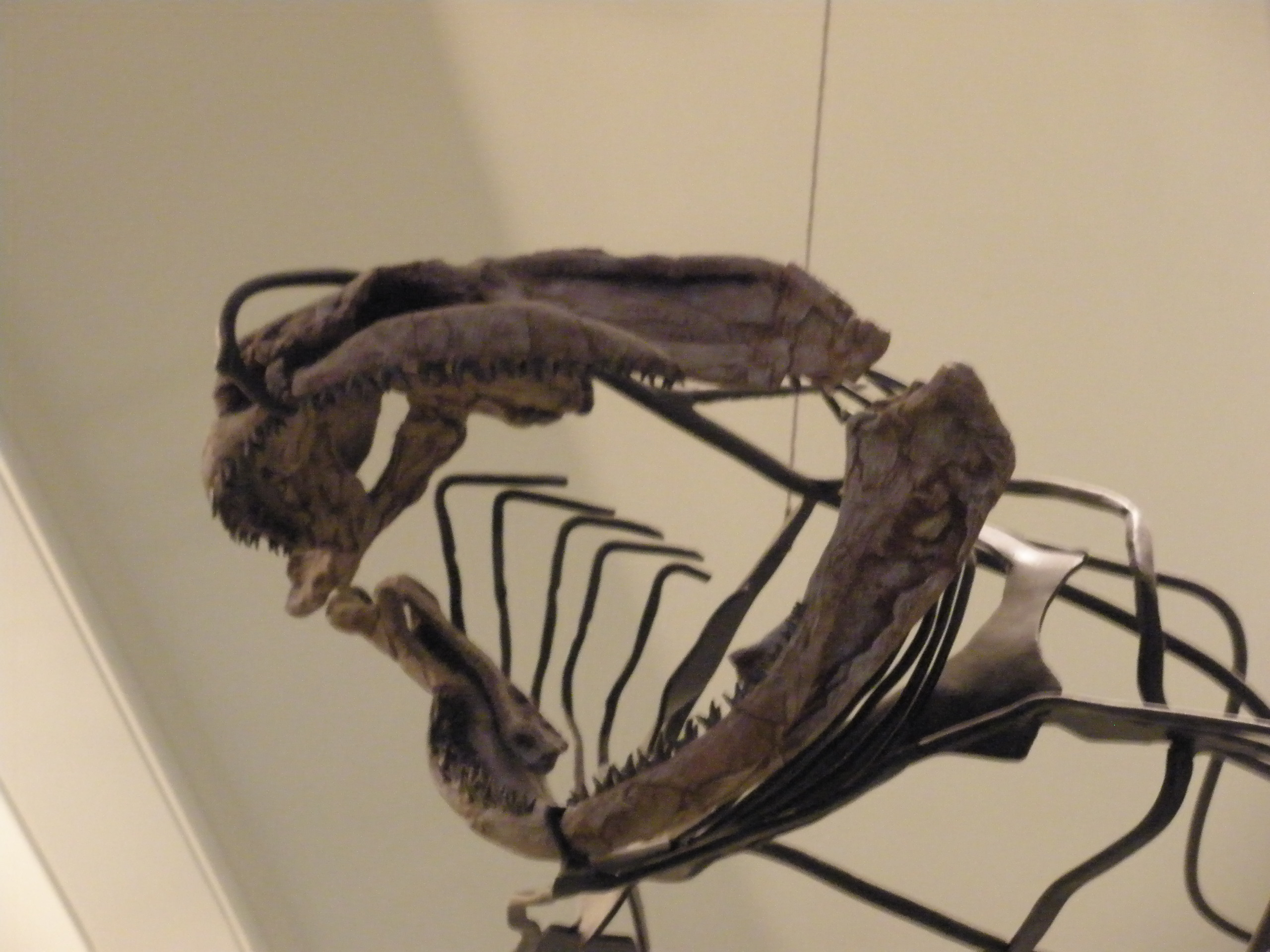
Викопний Orthacanthus

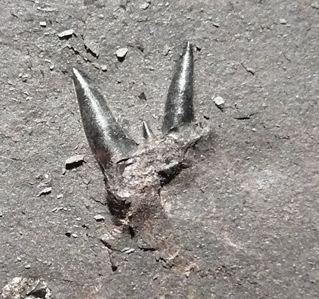
Зуб tricuspid Orthacanthus.

Orthacanthus — рід вимерлих  хрящових риб монотипної родини Orthacanthidae ряду Xenacanthida з підкласу  пластинозябрових.

Були прісноводними акулами. За зовнішнім виглядом нагадували сучасних  вугрів.
Відмінністю був довгий спинний плавець. У довжину досягали 3 м. Могутні щелепи були покриті подвійним рядом зубів.
Мешкали в річках і болотах  Європи і  Північної Америки, приблизно 280 млн років тому.